# Suzanne Langlois
Pour les articles homonymes, voir Langlois.
Suzanne Langlois est une actrice québécoise née le 30 octobre 1928 à Trois-Rivières (Canada), décédée le 14 décembre 2002 à Montréal (Canada) à l'âge de 74 ans.

## Filmographie

### Cinéma
- 1970 : Act of the Heart : Housekeeper
- 1973 : Sensations
- 1974 : C'est jeune et ça sait tout!
- 1975 : Pousse mais pousse égal : Mme. Lachance

### Télévision
- 1953 : La Famille Plouffe (série télévisée) : Amie de Rita Toulouse
- 1955 : Beau temps, mauvais temps (série télévisée) : Une religieuse
- 1957 : Le Survenant (série télévisée) : Phonsine
- 1957 : Au chenal du moine (série télévisée) : Phonsine
- 1957 - 1961 : La Pension Velder (série télévisée) : Léanne Bujold
- 1959 : CF-RCK (série télévisée) : Madame Belhumeur
- 1963 : Rue de l'anse (série télévisée) : Délima Gagnon
- 1968 : Grujot et Délicat (série télévisée) : Mme Rossignolet des Bois
- 1970 : En pièces détachées (téléthéâtre) (téléthéâtre basé sur la pièce de Michel Tremblay) : Madame Ménard
- 1970 - 1977 : Symphorien (série télévisée) : Agathe Lamarre, belle-mère de Symphorien
- 1972 : Aujourd'hui peut-être (Théâtre) : Fleurinette
- 1974 : Aujourd'hui peut-être (téléthéâtre) : Fleurinette
- 1976 : Chère Isabelle (série télévisée)
- 1980 - 1983 : Marisol (série télévisée) : Berthe Bouchard, mère de Marisol
- 1984 - 1988 : Entre chien et loup (série télévisée) : Malvina Carignan (saisons 1 à 4)